# Suchá Lhota
Suchá Lhota (deutsch Lhota Sucha, auch Dürrlhota) ist eine Gemeinde in Tschechien. Sie liegt acht Kilometer südlich von Vysoké Mýto und gehört zum Okres Svitavy.

## Geographie

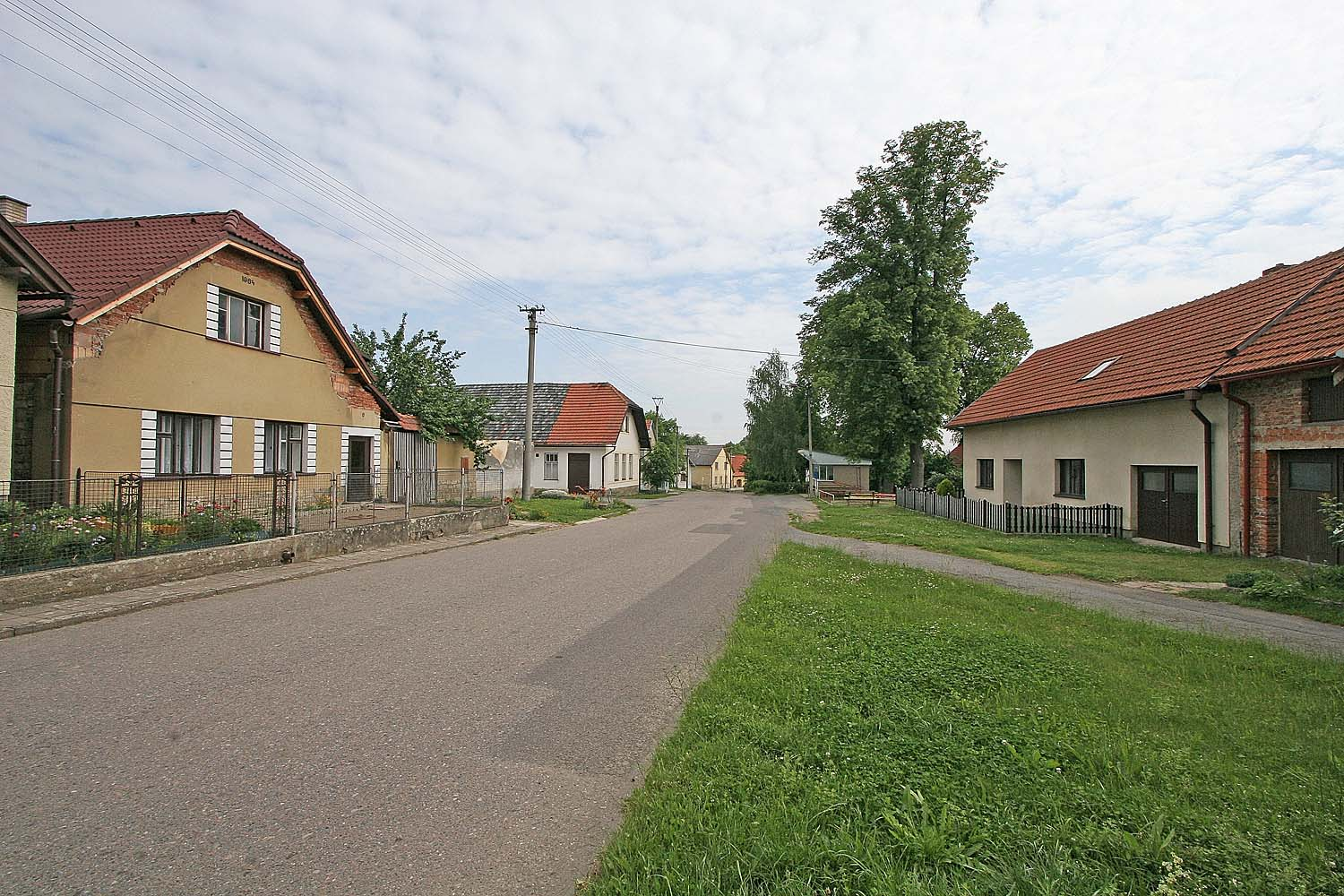
In Suchá Lhota

Suchá Lhota befindet sich in der Novohradská stupňovina (Neuschlosser Stufenland). Nachbarorte sind Bučina, Cerekvice nad Loučnou, Dolní Plesy und Horní Plesy im Nordosten, Mošnovy und Újezdec im Osten, Morašice, U Tří Kocourů und Makov im Südosten, Chotovice im Süden, Příluka im Südwesten, Vysoká im Westen sowie Javorník im Nordwesten.

## Geschichte
Lhota war eines der zahlreichen nach dem Lhotensystem gegründeten Dörfer, deren Siedler für einen bestimmten Zeitraum von den Abgaben und Diensten an die Obrigkeiten befreit waren. Die erste urkundliche Erwähnung des Ortes erfolgte 1347, als Erzbischof Ernst von Pardubitz anordnete, dass das ihm gemeinschaftlich mit seinen Brüdern Bohuta, Smil und Wilhelm von Pardubitz gehörige Dorf Leistungen an die Kirche der Jungfrau Maria in Glatz zu erbringen hatte. Zwischen 1436 und 1557 gehörte das Dorf den Herren Kostka von Postupitz. Der Hauptmann des Chrudimer Kreises, Zdeniek Kostka von Postupitz, ließ zwischen 1450 und 1465 auf dem Hügel über Boží Dům als Herrschaftszentrum eine neue Burg erbauen, die er Nový hrad nannte. Nachfolgende Besitzer der Herrschaft Nový hrad waren ab 1559 Jan Žatecky von Weikersdorf, ab 1580 die Popel von Lobkowitz, ab 1604 die Freiherren von Trautson und ab 1749 die Grafen Harbuval-Chamaré. Zwischen 1774 und 1477 entstand als neuer Herrschaftssitz das Schloss Neuschloß.
Im Jahre 1835 bestand das im Chrudimer Kreis gelegene Dorf Sucha-Lhota aus 29 Häusern, in denen 190 Personen, darunter eine protestantische Familie, lebten. Pfarrort war Neuschloß. Bis zur Mitte des 19. Jahrhunderts blieb Sucha-Lhota immer der Herrschaft Neuschloß untertänig.
Nach der Aufhebung der Patrimonialherrschaften bildete Suchá Lhota einen Ortsteil der Gemeinde Chotovice im Gerichtsbezirk Leitomischl. Ab 1868 gehörte das Dorf zum politischen Bezirk Leitomischl. 1901 beschlossen die Gemeindevertreter mit Wirkung von 1903 die Trennung in die Gemeinden Chotovice, Suchá Lhota und Příluka. 1929 bestand das Dorf aus 40 Häusern und hatte 228 Einwohner. In diesem Jahre wurde auch der Wasserturm gebaut. 1961 kam das Dorf zum Okres Svitavy. Im Jahre 1966 erfolgte die Eingemeindung nach Příluka, seit 1970 ist das Dorf wieder selbständig. Im Jahre 2018 gewann die Gemeinde den Wettbewerb Dorf des Jahres.

## Gemeindegliederung
Für die Gemeinde Suchá Lhota sind keine Ortsteile ausgewiesen. Zu Suchá Lhota gehört die Ansiedlung Posekanec.

## Sehenswürdigkeiten
- Kapelle der hl. Anna

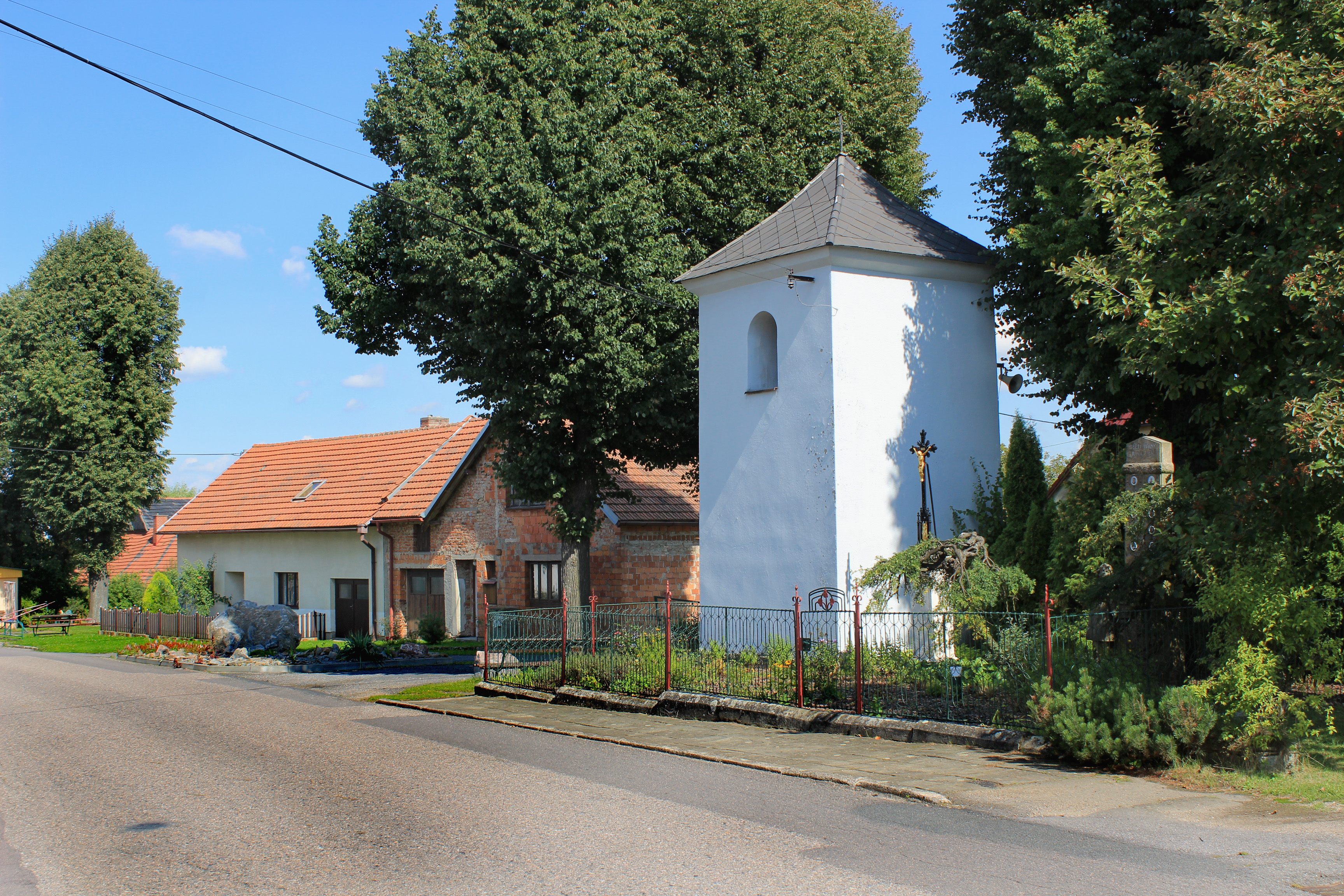
Kapelle der hl. Anna

- Denkmal der Böhmischen Brüder im Růžový palouček bei U Tří Kocourů, errichtet 1906
- Wasserturm, erbaut 1929